# Betty en NY
Betty en NY (prononcé Betty à New York ou à Nueva York) est une telenovela américaine produite par Telemundo Global Studios et diffusée entre le 6 février et le 12 août 2019 sur Telemundo.
Elle est basée sur la telenovela colombienne de 1999 écrite par Fernando Gaitán, Yo soy Betty, la fea.
La version populaire la plus récente est la tenenovela mexicaine de 2006 La fea más bella avec Angélica Vale.
Cette série d'adaptation moderne met en vedette Elyfer Torres en tant que personnage principal.

## Synopsis
La série tourne autour de Beatriz Aurora Rincón Lozano, une jeune mexicaine intelligente et capable qui vit à New York et qui poursuit ses rêves, surmontant les préjugés dans un monde où l’image est primordiale. Après avoir subi six mois de rejet dans tous les emplois qu'elle applique en raison de son manque d'attractivité physique, Betty décide d'accepter un travail bien inférieur à ses capacités. Ainsi, après être entrée dans la société de mode sophistiquée V & M Fashion, elle devient la secrétaire personnelle du président de la société. Bien qu’elle soit ridiculisée et humiliée au quotidien pour son manque total de style, Betty est plus que disposée à ne pas être vaincue dans cette guerre impitoyable des apparences. Bien qu'elle soit extrêmement compétente et qu'elle ait de grands projets de croissance personnelle, aucune de ses nombreuses qualités ne pourra aider Betty à trouver le véritable amour.

## Distribution

### Rôles principaux et secondaires
- Elyfer Torres : Beatriz « Betty » Aurora Rincón
- Erick Elías : Armando Mendoza
- Sabrina Seara : Marcela Valencia
- Aarón Díaz : Ricardo Calderón
- Héctor Suárez Gomís : Hugo Lombardi
- César Bono : Demetrio Rincón
- Alma Delfina : Julia Lozano de Rincón
- Jeimy Osorio : Mariana González
- Sylvia Sáenz : Patricia Fernández
- Saúl Lisazo : Roberto Mendoza
- Mauricio Garza : Nicolás Ramos
- Sheyla Tadao : Bertha Vargas
- Isabel Moreno : Inés « Inesita » Sandoval
- Amaranta Ruiz : Sofía Peña
- Mauricio Henao : Fabio
- Gloria Peralta : Margarita Del Valle Mendoza
- Pepe Suárez : Efraín Montes
- Verónica Schneider : Catalina Escarpa
- Rodolfo Salas : Daniel Valencia
- Freddy Flórez : Giovanni Castañeda
- Candela Márquez : Jenny Wendy Reyes
- Daniela Tapia : Aura María Andrade
- Jaime Aymerich : Charly Godines
- Polo Monárrez : Wilson Cuauhtémoc Márquez
- Valeria Vera : Sandra Fuentes
- Rykardo Hernández : Gregorio Mata
- Paloma Márquez : María Lucía Valencia
- Jimmie Bernal : Raymond Smith
- Michelle Taurel : Karla
- Gabriel Coronel : Nacho
- Fred Valle : Steve Parker
- Karen Carreño : Naomi Ferreti
- Suzy Herrera : Deisy
- Carl Mergenthaler : Mr. Anderson
- Salim Rubiales : Peter
- Sofía Reca : Romina
- Jorge Consejo : Frank
- Daniela Botero : Vanessa Palacios
- Laura Garrido : Cindy Anderson
- Willy Martin : Elvis
- Saúl Mendoza : Andrés
- Ángelo Jamaica : Manuel
- Santiago Jiménez
- Noah Rico : Efraín Jr. Montes
- Martín Fajardo : Jonathan Montes

### Guest stars
- Shannon de Lima : elle-même
- Jorge Enrique Abello : Armando Mendoza
- Gaby Espino : elle-même

## Autres versions
- Yo soy Betty, la fea (1999)
- La fea más bella (2006)
- Bela, a Feia (2009)

## Production et promotion
La bande-annonce de la série a été présentée sous le pseudonyme de Betty à New York, lors du tournage de Telemundo pour la saison de télévision 2018-2019.
Le début de la production a été annoncé le 27 novembre 2018.